# Cytisus leiocarpus
Cytisus leiocarpus là một loài thực vật có hoa trong họ Đậu. Loài này được A.Kern. miêu tả khoa học đầu tiên.